# 賈科莫·貝雷塔
賈科莫·貝雷塔（義大利語：Giacomo Beretta；1992年3月14日—）是一位意大利足球運動員。在場上的位置是前鋒。他現在效力於意大利足球甲級聯賽球隊AC米蘭足球俱樂部。